# Nickelodeon (Países Bajos)
Nickelodeon es un canal de televisión por suscripción neerlandés, versión local del canal de televisión estadounidense, visto en los Países Bajos y Flandes y lanzado el 1 de septiembre de 2002. Nickelodeon está en el aire entre las 5 y las 20 CET (UTC+1), compartiendo el canal con la versión local de Comedy Central para los Países Bajos o de MTV en Flandes.
Además de la general Nickelodeon tarifa encontró producciones en todo el mundo, locales, como ZOOP, Het Huis Anubis (está recibiendo las versiones internacionales), Het Huis Anubis en de Vijf van het Magische Zwaard y SuperNick también se emiten. Los Kids' Choice Awards neerlandeses también se han presentado en 2004, 2005 y 2007, presentando a candidatos que son relevantes para el público neerlandés. En 2010 los Kids' Choice Awards estadounidenses se emitió con algunas nuevas categorías para los Países Bajos y Flandes.
Nick había reemplazado un canal de televisión temático similar, Kindernet después de que el canal fue adquirido por Viacom en 2002.
Nickelodeon Nederland también está disponible en cable en Flandes. La diferencia notable sólo fueron los anuncios que se muestran, pero desde mediados de 2009, Nickelodeon ha emitido algunos otros programas en Flandes que en los Países Bajos.